# Vitalie Jacot
Vitalie Jacot (n. 21 februarie 1970, Chișinău, RSS Moldovenească, URSS) este un politician moldovean pro-european, membru al Partidului Acțiune și Solidaritate (PAS), deputat în Parlamentul Republicii Moldova de legislatura a XI-a din iulie 2021.

## Biografie

### Copilărie și studii
Vitalie Jacot s-a născut pe data de 21 februarie 1970, în Chișinău, RSS Moldovenească, URSS (astăzi Republica Moldova).
Între anii 1977 și 1987 a studiat la școala nr. 1 din Chișinău „G. I. Kotovski” (astăzi Liceul Teoretic „Gheorghe Asachi”). Din 1987 până în 1993 a studiat la Universitatea Tehnică a Moldovei (UTM), Facultatea Electrofizică, specialitatea „Mașini de calcul, complexe, sisteme, rețele”, obținând calificarea „inginer de sisteme”. În perioada 1994-1999 a studiat dreptul la Universitatea de Stat din Moldova (USM), iar între anii 1996 și 1999 a fost audient la Academia de Administrare Publică de pe lângă Președintele Republicii Moldova, Facultatea Relații Internaționale, obținând diploma de referent în relații internaționale, drept internațional, diplomație, știinte politice. Acesta vorbește limba română (limbă maternă), limba rusă, limba franceză și limba engleză.

### Activitate profesională
Încă fiind pe băncile facultății, Vitalie Jacot a activat în calitate de designer la Asociația Editorială Prut Internațional între 1991 și 1993. Din 1993 până în 1995 a fost șeful secției de prelucrare a datelor la Fondul Investițional Exiton-Bon. În perioada 1995-1999 a fost specialist principal în secția „Tehnologii Informaționale” a Direcției Patrimoniu Municipal din cadrul Primăriei Municipiului Chișinău, secție care deservea întregul aparat al primăriei, toate subdiviziunile acesteia și unele primării din suburbiile municipiului. Vitalie Jacot a efectuat un stagiu în cadrul entităților Primăriei Anderlecht din Belgia prin intermediul proiectului DELICA, programul TACIS City Twining între 1996 și 1998. În perioadele 1996-1999 și 2001-2003 a fost lector superior la Universitatea Liberă Internațională din Moldova (ULIM), Departamentul de economie. Din 1999 până în 2002 a fost DTP director la filiala din Moldova a Întreprinderii Internaționale Ogilvy & Mather (Ogilvy & Mather Chisinau). Între 2002 și 2003 a activat în calitate de manager de proiecte la Întreprinderea cu Capital Străin Celtica Moldova. La fel, în acest timp a activat în calitate de consilier la Consulatul Onorific al Republicii Italiene la Chișinău. Din 2003 până în 2019 Vitalie Jacot a fost IT executive și persoană responsabilă de proiectele de infrastructură la Întreprinderea cu Capital Străin British American Tobacco Moldova SRL. În perioadele 2008-2010 și 2012-2019 a fost președinte al consiliului de administrare și administrator al Asociației Coproprietarilor în Condominiu 55/142 (denumire nouă: Asociația de Proprietari din Condominiu A0110-0172).
Între 2019 și 2021 a activat în calitate de vicepretor al sectorului Botanica din municipiul Chișinău. Vitalie Jacot a dirijat activitatea Secției locativ-comunale și a Secției urbanism și arhitectură. A fost responsabil de organizarea lucrărilor de reparație curentă și capitală a spațiului locativ și rețelelor inginerești interioare, evidența și exploatarea fondului locativ, dezvoltarea și funcționarea sistemului edilitar-gospodăresc al sectorului, salubrizarea și amenajarea teritoriului sectorului, exploatarea spațiilor verzi și evacuarea deșeurilor. Acesta a mai fost președintele Comisiei Administrative a preturii și vicepreședintele Comisiei Situații Excepționale (CSE) a sectorului Botanica.
Începând cu 2021 Vitalie Jacot este deputat în Parlamentul Republicii Moldova. Acesta este membru al fracțiunii "Partidul Acțiune și Solidaritate" și al Comisiei politică externă și integrare europeană, fiind anterior membru al Comisiei administrație publică și dezvoltare regională - responsabil pentru sectorul urbanistic, locativ și comunal. Politicianul este autorul Legii cu privire la condominiu. De asemenea, Vitalie Jacot este președintele grupului de prietenie cu Republica Azerbaidjan, președintele grupului de prietenie cu Regatul Maroc, responsabil pentru grupul de prietenie cu Republica Kazahstan, responsabil pentru grupul de prietenie cu Georgia, membru al Adunării Parlamentare a Parteneriatului Estic (EuroNest), al Adunării Parlamentare Polonia-Republica Moldova, al Adunării Parlamentare a Francofoniei (APF), al Dimensiunii Parlamentare a Inițiativei Central Europene (DP - ICE) și al Uniunii Interparlamentare (UIP).

### Activitate de partid
Vitalie Jacot a devenit membru al Partidului Acțiune și Solidaritate (PAS) încă din momentul fondării acestuia în 2016. A activat în calitate de membru al organizației locale Buiucani, după care s-a transferat la organizația locală Botanica. În anul 2017 a devenit membru al Biroului Permanent al organizației locale Botanica. În 2019 a candidat la funcția de vicepreședinte al Biroului Permanent al organizației locale Botanica, fiind ales în această funcție. Din 2020 până în 2021 a asigurat interimatul funcției de președinte al Biroului Permanent al organizației locale Botanica. La convenția din noiembrie 2021 a organizației teritoriale (OT) Chișinău și-a înaintat candidatura pentru funcția de vicepreședinte OT Chișinău pe construcție de partid și rezolvarea problemelor locale, câștigând alegerile și ocupând această funcție până în mai 2024. Totodată a devenit membru din oficiu al Biroului Politic Național al PAS.

## Viziuni politice
Vitalie Jacot pledează pentru integrarea Republicii Moldova în Uniunea Europeană. Acesta este un adept al ideilor și valorilor de centru-dreapta.